# Doença de McArdle
A doença de McArdle é um distúrbio metabólico, mais especificamente uma doença de armazenamento de glicogênio muscular, causada por uma deficiência da enzima miofosforilase. Estima-se que ela afeta 1 a cada 100.000 pessoas.

## Sinais e sintomas
Os sinais do início desta doença geralmente são notados ainda na infância, mas, muitas vezes ela segue sem ser diagnosticada até a vida adulta. Os sintomas incluem intolerância ao exercício físico com dor muscular, fadiga precoce, cãibras dolorosas e mioglobinúria, que consiste na eliminação de mioglobina pela urina, causando uma coloração marrom. A mioglobinúria pode resultar da quebra de tecido muscular esquelético conhecida como rabdomiólise, uma condição na qual as células musculares se quebram, enviando seu conteúdo para a corrente sanguínea. 
Pacientes podem exibir uma melhoria na tolerância de exercícios aeróbicos como caminhar ou pedalar após praticá-los por cerca de 10 minutos. Isso é atribuido a dois fatores: o aumento do fluxo sanguíneo e a capacidade do corpo de encontrar fontes alternativas de energia, como ácidos graxos e proteínas. A longo prazo, pacientes podem exibir insuficiência renal devido à mioglobinúria.

## Genética
Ocorrem duas formas autossômicas recessivas desta doença, uma tem início na infância e a outra na idade adulta. O gene da miofosforilase, PYGM, está localizado no cromossomo 11q13. De acordo com as publicações mais recentes, já foram relatadas 95 mutações diferentes. As formas das mutações podem variar entre os grupos étnicos. Por exemplo, a mutação R50X (Arg50Stop) (anteriormente referida como R49X ) é mais comum na América do Norte e na Europa Ocidental, e a mutação Y84X é mais comum na Europa Central. 
O método exato pelo qual ocorre a ruptura de proteínas já foi esclarecido para certas mutações. Por exemplo, R138W é conhecida por romper o local de ligação do fosfato de piridoxal. Em 2006, foi descoberta outra mutação (c.13_14delCT) que pode contribuir para um aumento dos sintomas, além da mutação comum Arg50Stop.

## Fisiopatologia
A miofosforilase está envolvida na quebra do glicogênio em glicose, que será usada nos músculos. A enzima remove resíduos de 1,4-glicosil das ramificações externas do glicogênio e adiciona fosfato inorgânico para formar glicose-1-fosfato . Células formam glicose-1-fosfato em vez de glicose durante a quebra do glicogênio porque a glicose polar fosforilada não pode deixar a membrana celular e, portanto, é marcada para catabolismo intracelular.
A miofosforilase existe na sua forma ativa quando fosforilada. A enzima fosforilase quinase desempenha um papel na fosforilação da glicogênio fosforilase para ativá-la e outra enzima, a proteína fosfatase-1, inativa a glicogênio fosforilase através da desfosforilação.

## Diagnóstico
Existem alguns exames laboratoriais que podem auxiliar no diagnóstico de GSD-V. Uma biópsia muscular detectará a ausência de miofosforilase nas fibras musculares. Em alguns casos, o glicogênio tingindo com ácido-Schiff pode ser visto na microscopia. 
O sequenciamento genético do gene PYGM (que codifica a isoforma muscular da glicogênio fosforilase ) pode ser realizado para determinar a presença de mutações genéticas, determinando se a doença de McArdle está presente. Este tipo de exame é consideravelmente menos invasivo do que uma biópsia muscular.

## Tratamento
Pequenos estudos mostraram que programas de exercícios supervisionados podem melhoram consideravelmente a capacidade de exercício físico dos pacientes.
O tratamento oral com sacarose (por exemplo, uma bebida esportiva de 660mL com 75 gramas de sacarose) ingerido 30 minutos antes do exercício demonstrou ajudar a melhorar a tolerância, manter uma frequência cardíaca mais baixa e reduzir o nível percebido de esforço quando comparado com placebo.
Um tratamento com baixa dosagem de creatina mostrou uma melhora significativa dos problemas musculares em comparação ao placebo em um pequeno estudo clínico.